# Phyllospadix torreyi
Phyllospadix torreyi är en bandtångsväxtart som beskrevs av Sereno Watson. Phyllospadix torreyi ingår i släktet Phyllospadix och familjen bandtångsväxter. Inga underarter finns listade.
Arten förekommer i östra Stilla havet vid Nordamerikas kustlinje från södra Alaska till Baja California. Den växer vanligen på klippor till ett djup av 8 meter. Vattnets översta skikt behöver ha en temperatur av 21°C eller mindre under vintern samt av 27°C eller mindre under sommaren.
För beståndet är inga hot kända. Hela populationen anses vara stabil. IUCN listar arten som livskraftig (LC).